# Svenska mästerskapet i fotboll 1898
Svenska mästerskapet i fotboll 1898 vanns av Örgryte IS efter en finalseger mot AIK med 3-0 i på Ladugårdsgärdet i Stockholm den 30 juli 1898. Detta var Örgryte IS tredje SM-guld och AIK:s första SM-final.

## Final
|  | 30 juli 1898 | AIK | 0 – 3   | Örgryte IS | Ladugårdsgärdet                                         |                                                         |
|  |              |     | (0 – 2) |            | Stockholm Publik: 200 Domare: Wilhelm Friberg, Göteborg | Stockholm Publik: 200 Domare: Wilhelm Friberg, Göteborg |
|  |              |     |         |            | Stockholm Publik: 200 Domare: Wilhelm Friberg, Göteborg | Stockholm Publik: 200 Domare: Wilhelm Friberg, Göteborg |
|  |              |     |         |            | Stockholm Publik: 200 Domare: Wilhelm Friberg, Göteborg | Stockholm Publik: 200 Domare: Wilhelm Friberg, Göteborg |